# The Chantays
The Chantays er et instrumental surf/rock-band fra USA.

## Diskografi
- Pipeline (1963)

| Musikgruppe | Spire Denne artikel om en amerikansk musikgruppe er en spire som bør udbygges. Du er velkommen til at hjælpe Wikipedia ved at udvide den. |